# Округ Беркшир (Масачусетс)
Беркшир (енгл. Berkshire County) је округ у америчкој савезној држави Масачусетс.

## Демографија
По попису из 2010. године број становника је 131.219, што је 3.734 (-2,8%) становника мање него 2000. године.
| Група             | 2000.           | 2010.           |
| Белци             | 126.961 (94,1%) | 118.926 (90,6%) |
| Афроамериканци    | 2.679 (2,0%)    | 3.572 (2,7%)    |
| Азијати           | 1.333 (1,0%)    | 1.611 (1,2%)    |
| Хиспаноамериканци | 2.286 (1,7%)    | 4.530 (3,5%)    |
| Укупно            | 134.953         | 131.219         |